# Jim McMillian
James M. McMillian, detto Jim (Raeford, 11 marzo 1948 – Winston-Salem, 16 maggio 2016), è stato un cestista statunitense, professionista nella NBA e in Italia.

## Carriera
Venne selezionato dai Los Angeles Lakers al primo giro del Draft NBA 1970 (13ª scelta assoluta).

## Palmarès

### Squadra
- Campionato NBA: 1

Los Angeles Lakers: 1972
- Campionato italiano: 1

Virtus Bologna: 1979-80

### Individuali
- NCAA AP All-America Third Team (1970)